# Municipio de Méndez
El municipio de Méndez es uno de los 43 municipios que constituyen el estado mexicano de Tamaulipas.

## Historia
El 1º de julio de 1866 se elevó la Congregación las Lajas a Villa de la Laja, a costa de los Municipios de Burgos y Reynosa, siendo su primer Presidente el C. Marcelino Serna. Posteriormente se cambió por el nombre que tiene actualmente en el año de 1869, para honrar la memoria del General Tamaulipeco Pedro José Méndez, militar (1836-1866).

## Personajes ilustres
- Pedro José Méndez (1836-1866) militar.

## Monumentos arquitectónicos
La Parroquia de Nuestra Señora de Monserrat, construida en el siglo XIX, se localiza en la Calle de Juárez y Allende; la Presidencia Municipal del siglo XIX ubicada en la Calle Juárez.